# Danger Danger
Danger Danger es una banda de hard rock formada en 1986 en Queens, Nueva York.

## Historia
En 1987 los antiguos miembros de Hotshot, el cantante Mike Pont el bajista Bruno Ravel y el batería Steve West formaron Danger Danger. Esta formación también incluía al guitarrista Al Pitrelli antes de unirse a Alice Cooper y al teclista Kasey Smith. Tras la marcha de Mike Pont entró a formar parte de la banda Ted Poley exmiembro de la banda Prophet donde a veces hacia de batería y en ocasiones de vocalista. Durante este periodo grabaron una demo pero no consiguieron llamar la atención de ninguna discográfica.
Tiempo después llama a su puerta la discográfica Epic Records con la que firman un contrato. En 1988, Pitrelli deja Danger Danger. Poco después Pont y Pitrelli se reúnen para reformar Hotshot.
En 1989, Tony "Bruno" Rey (ex-Saraya) se une brevemente como guitarrista tocando en gran parte del álbum debut, para luego volver a su antigua banda. Andy Timmons lo reemplaza, participando en el resto de canciones. El disco alcanzó dos éxitos: “Naughty Naughty” y “Bang Bang,” cuyos videos fueron altamente rotados en la MTV, y los llevó de gira con bandas como Kiss, Alice Cooper, Extreme y Warrant.
Tras una extensa gira la banda vuelve al estudio en Florida para grabar su segundo disco. Screw It! se publicaría en 1991. El álbum incluía los éxitos “Monkey Business” y “I Still Think About You” y de nuevo, salen de gira con KISS. Tras el Tour, en 1992, Kasey Smith deja la banda.
En 1993, la banda había terminado de grabar Cockroach, y sorprendentemente, el vocalista Ted Poley era despedido del grupo, lo que forzó también la salida de Andy Timmons. Este hecho sumergió a la banda en problemas legales que retrasaron la salida de Cockroach hasta el año 2003, luego de algunos álbumes que no tuvieron demasiado impacto en la crítica y los fanes. Cuando finalmente salió Cockroach, lo hizo a modo de doble CD. Uno de ellos contiene la versión original tal cual fue grabada por Ted Poley, mientras que el otro cuenta con la voz del nuevo vocalista, Paul Laine.
En 2005, la banda lanzó Live and Nude, un disco en directo grabado cuando Paul Laine aún se encontraba a cargo del micrófono. 
En 2008, el cómico de rock and roll CC Banana grabó una canción llamada " Ted Poley ", publicada en el álbum Kiss My Ankh. La canción es una parodia de la canción de Kiss Unholy, inspirada en la historia del primer encuentro de Poley con el cantante principal de Kiss, Paul Stanley.
En marzo de 2009, Ted Poley volvió a la agrupación, marcando el inicio de una nueva gira mundial que les llevaría por Europa y Japón de nuevo. 
El 19 de septiembre de 2009, el sello independiente Frontiers Records lanzó Revolve, con el regreso de Poley como cantante primera voz y el guitarrista Rob Marcello como nuevo miembro. El álbum coincidió con el vigésimo aniversario del debut discográfico de Danger Danger en Imagine Records.

## Músicos
- Ted Poley - voz
- Bruno Ravel - bajo
- Steve West - batería
- Rob Marcello - guitarra

### Antiguos miembros
- Paul Laine - voz
- Al Pitrelli - guitarra
- Tony "Bruno" Rey - guitarra
- Kasey Smith - teclados
- Andy Timmons - guitarra

## Discografía
- 1989 - Danger Danger
- 1990 - Down And Dirty Live! EP
- 1991 - Screw It!
- 1995 - Dawn
- 1997 - Four the Hard Way
- 2000 - The Return of the Great Gildersleeves
- 2001 - Cockroach
- 2003 - Rare Cuts
- 2005 - Live and Nude
- 2009 - Revolve